# Galindo Ier Aznárez
Galindo Ier Aznárez, fils d'Aznar Ier Galíndez est comte d'Aragon de 844 à 867, succédant à Galindo Garcés.

## Biographie
Son père, Aznar Galíndez, avait été chassé du comté d'Aragon par son gendre García Galíndez le Mauvais, mais avait pu avoir les comtés d'Urgell et de Cerdagne. Galindo Aznárez lui succède dans ces deux comtés, mais en est destitué par l'empereur Louis le Pieux en 834.
Il obtient les comtés de Ribagorce et de de Pallars. En 844, il parvient à conquérir le comté d'Aragon sur Galindo Garcés, le fils de García le mauvais.
Son épouse n'est pas connue, mais Christian Settipani pense qu'elle est issue des comtes de Cerdagne, en raison du prénom de Miron donné à un de ses petits-fils.
Son fils Aznar II Galíndez lui succède.  

## Note et référence
1. ↑  Christian Settipani, La Noblesse du Midi Carolingien, Oxford, Linacre College, Unit for Prosopographical Research, coll. « Occasional Publications / 5 », 2004, 388 p. (ISBN 1-900934-04-3), p. 88.